# Huntington (Vermont)
Huntington ist eine Town im Chittenden County des Bundesstaats Vermont in den Vereinigten Staaten, mit 1934 Einwohnern (laut Volkszählung von 2020).

## Geografie

### Geografische Lage
Huntington liegt im Südosten des Chittenden Countys, in den Westausläufern der Green Mountains, am Ostrand des Lake Champlain Valleys. Der Huntington River durchfließt das Gebiet der Siedlung in nördlicher Richtung und nimmt die Wasser vieler kleiner, meist namenloser Zuläufe auf, die von den umliegenden Bergen strömen. Es gibt nur wenige, kleine Seen auf dem Gebiet der Town. Die Oberfläche ist hügelig. Die höchste Erhebung ist der 1244 m hohe Camels Hump.

### Nachbargemeinden
Alle Entfernungen sind als Luftlinien zwischen den offiziellen Koordinaten der Orte aus der Volkszählung 2010 angegeben.
- Norden: Richmond, 3,8 km
- Nordosten:  Bolton, 8,8 km
- Osten:  Duxbury, 13,8 km
- Südosten:  Fayston, 9,2 km
- Süden:  Buels Gore, 3,8 km
- Südwesten:  Starksboro, 5,0 km
- Westen: Hinesburg, 15,1 km

### Klima
Die Durchschnittstemperatur in Huntington liegt zwischen −7,8 °C (18 °Fahrenheit) im Januar und 20,6 °C (69 °Fahrenheit) im Juli. Damit ist der Ort gegenüber dem langjährigen Mittel der USA um etwa 9 Grad kühler. Die Schneefälle zwischen Mitte Oktober und Mitte Mai liegen mit mehr als zwei Metern etwa doppelt so hoch wie die mittlere Schneehöhe in den USA. Die tägliche Sonnenscheindauer liegt am unteren Rand des Wertespektrums der USA, zwischen September und Mitte Dezember sogar deutlich darunter.

## Geschichte

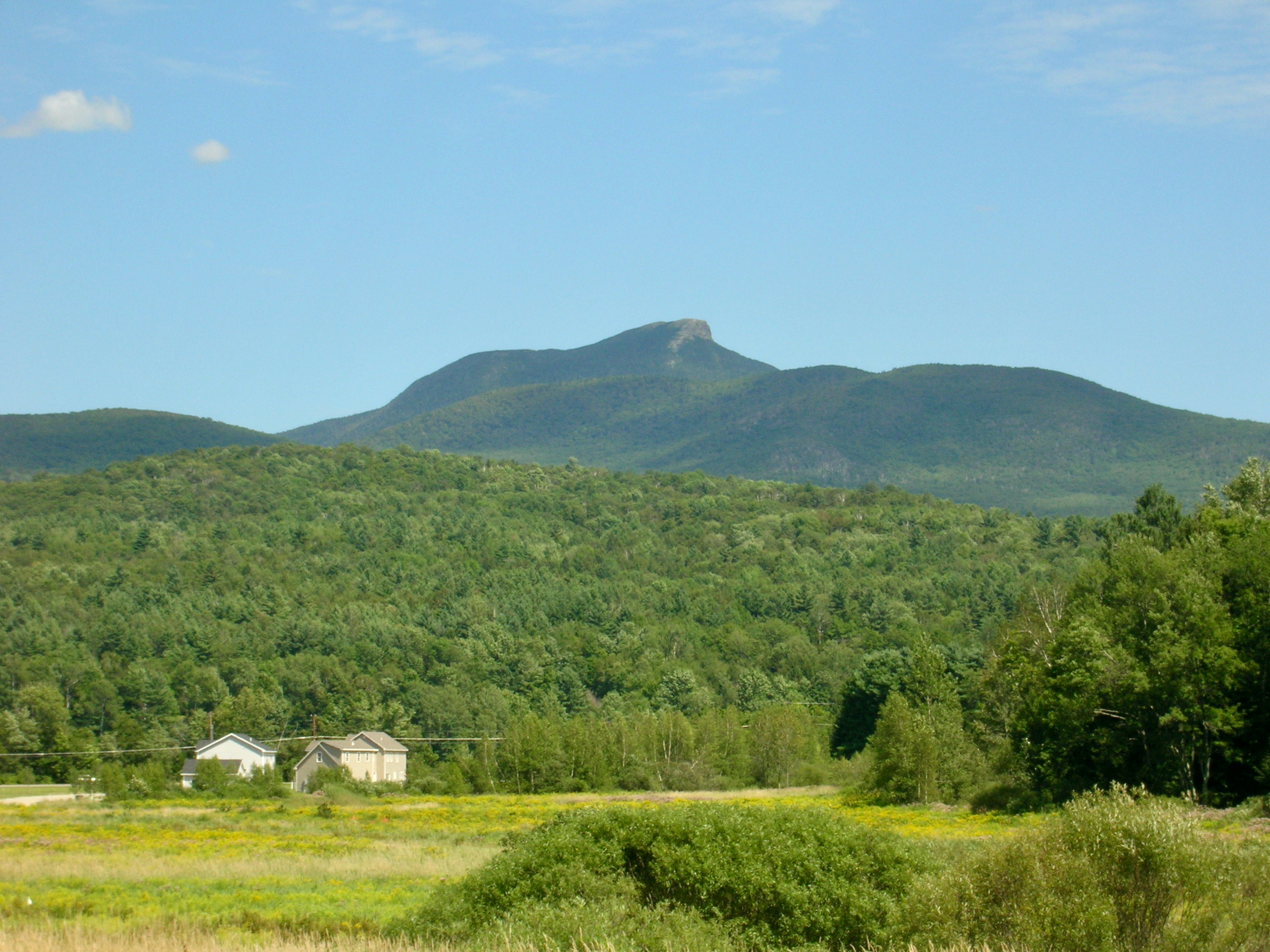
Camels Hump

Huntington wurde am 7. Juni 1763 von Benning Wentworth als Teil von New Hampshire mit einer Fläche von 6 auf 6 Meilen, entsprechend den üblichen 23.040 acres (etwa 93,2 km²) zur Besiedlung ausgerufen. Den Grant bekam Edward Burling mit 65 weiteren. Benannt wurde Huntington nach drei der Nehmer des Grants mit dem Nachnamen Hunt. Auf den Namen New-Huntingtton. Die Besiedlung startete im März 1786. Die ersten Siedler waren Jehiel Johns und Elisha Bradley und stammten aus Manchester und Sunderland in Vermont. Die konstituierende Versammlung der Town fand im März 1790 statt. Am 27. Oktober 1795 gab Huntington einen Teil seiner Fläche im Nordwesten an Richmond ab und im Nordosten an Bolton. Dafür wurde ein Teil von Averys Gore und Buels Gore Huntington zugeschlagen. Im Oktober 1795 wurde der Name auf Huntington geändert.
Der Hurricane Belle richtete 1976 schwere Schäden in Huntington an. Zwei Menschen ertranken, als eine Fußgängerbrücke über den Huntington River zerstört wurde.

### Einwohnerentwicklung
| Volkszählungsergebnisse – Town of Huntington, Vermont | Volkszählungsergebnisse – Town of Huntington, Vermont | Volkszählungsergebnisse – Town of Huntington, Vermont | Volkszählungsergebnisse – Town of Huntington, Vermont | Volkszählungsergebnisse – Town of Huntington, Vermont | Volkszählungsergebnisse – Town of Huntington, Vermont | Volkszählungsergebnisse – Town of Huntington, Vermont | Volkszählungsergebnisse – Town of Huntington, Vermont | Volkszählungsergebnisse – Town of Huntington, Vermont | Volkszählungsergebnisse – Town of Huntington, Vermont | Volkszählungsergebnisse – Town of Huntington, Vermont |
| Jahr                                                  | 1700                                                  | 1710                                                  | 1720                                                  | 1730                                                  | 1740                                                  | 1750                                                  | 1760                                                  | 1770                                                  | 1780                                                  | 1790                                                  |
| ----------------------------------------------------- | ----------------------------------------------------- | ----------------------------------------------------- | ----------------------------------------------------- | ----------------------------------------------------- | ----------------------------------------------------- | ----------------------------------------------------- | ----------------------------------------------------- | ----------------------------------------------------- | ----------------------------------------------------- | ----------------------------------------------------- |
| Einwohner                                             |                                                       |                                                       |                                                       |                                                       |                                                       |                                                       |                                                       |                                                       |                                                       |                                                       |
| Jahr                                                  | 1800                                                  | 1810                                                  | 1820                                                  | 1830                                                  | 1840                                                  | 1850                                                  | 1860                                                  | 1870                                                  | 1880                                                  | 1890                                                  |
| Einwohner                                             |                                                       |                                                       |                                                       |                                                       |                                                       |                                                       |                                                       |                                                       |                                                       |                                                       |
| Jahr                                                  | 1900                                                  | 1910                                                  | 1920                                                  | 1930                                                  | 1940                                                  | 1950                                                  | 1960                                                  | 1970                                                  | 1980                                                  | 1990                                                  |
| Einwohner                                             | 728                                                   | 760                                                   | 651                                                   | 621                                                   | 549                                                   | 601                                                   | 518                                                   | 748                                                   | 1161                                                  | 1609                                                  |
| Jahr                                                  | 2000                                                  | 2010                                                  | 2020                                                  | 2030                                                  | 2040                                                  | 2050                                                  | 2060                                                  | 2070                                                  | 2080                                                  | 2090                                                  |
| Einwohner                                             | 1861                                                  | 1938                                                  | 1934                                                  |                                                       |                                                       |                                                       |                                                       |                                                       |                                                       |                                                       |

## Kultur und Sehenswürdigkeiten

### Museen
Das Birds of Vermont Museum befindet sich in Huntington. Es wurde 1987 von Bob Spear einem Holzschnitzer und Vogelbeobachter gegründet. Es beherbergt eine Sammlung von 495 biologisch genauen, lebensechten Vogelschnitzereien, die den Menschen die Rolle der Vögel im Ökosystem verdeutlichen sollen. Das Museum ist von einem Vogelschutzgebiet umgeben.

## Wirtschaft und Infrastruktur

### Verkehr
Keine Bundesweite Straße durchquert Huntington. Die Interstate 89 und der U.S. Highway 2 verlaufen nördlich der Town, die Vermont State Route 17 südlich, im Westen verläuft in nordsüdlicher Richtung die Vermont State Route 116 an der Town vorbei und im Osten die Vermont State Route 100. Die Town wird von mehreren kleinen Straßen erschlossen.

### Öffentliche Einrichtungen
Es gibt kein Krankenhaus in Huntington. Das  University of Vermont Medical Center in Burlington, ist das nächstgelegene Krankenhaus.

### Bildung
Huntington gehört mit Bolton, Jericho, Richmond und Underhill zum Mount Mansfield Modified Union School District. In Huntington bietet die Brewster-Pierce Memorial School Ausbildung von der Preschool bis zum vierten Schuljahr.
Die Huntington Public Library befindet sich im Union Meeting House. Sie wurde 1976 gegründet.

## Persönlichkeiten

### Söhne und Töchter der Stadt
- Damon Wayans, Jr. (* 1982), Schauspieler, Komiker und Drehbuchautor

### Persönlichkeiten, die vor Ort gewirkt haben
- Bob Spear (1920–2014), Naturkundler, Vogelbeobachter und Gründer des Birds of Vermont Museum